# Benibotarus shirozui
Benibotarus shirozui là một loài bọ cánh cứng trong họ Lycidae. Loài này được Nakane miêu tả khoa học năm 1968.